# علی‌محمد اقتداری
علی‌محمد اقتداری (متولد ۱۳۱۰) اقتصاددان ایرانی است.
او برای نگارش کتاب توسعه اقتصادی کشورهای توسعه‌نیافته در سال ۱۳۳۹ برندهٔ جایزه سلطنتی کتاب سال شد.

## آثار
- سازمان و مدیریت: سیستم و رفتار سازمانی
- اقتصاد عمومی: کلیات و مسائل اقتصاد خرد و کلان
- توسعه اقتصادی کشورهای توسعه‌نیافته
- بودجه، علی محمد اقتداری، منوچهر تهرانی و مهرداد اتحاد، تهران: مؤسسه عالی حسابداری، ۱۳۴۷